# Alba gu bràth
Alba gu bràth [ˈal̪ˠapə kə ˈpɾaːx] è un motto patriottico in lingua gaelica scozzese. Il suo significato è "Scozia per sempre", anche se la traduzione letterale sarebbe "Scozia fino al (giorno del) giudizio". L'espressione è spesso usata politicamente quale slogan per le campagne a favore dell'indipendenza scozzese.

## Nella cultura di massa
Lo slogan si ode nel film Braveheart del 1995, quando William Wallace, impersonato da Mel Gibson, lo urla galoppando in direzione delle sue truppe scozzesi schierate, poco prima della battaglia di Stirling Bridge.